# ファミリーブック
ファミリーブック（FAMILY BOOK）は、株式会社ファミリーブックが運営していた書籍販売・レンタルビデオ&レンタルCDまたはCD・DVD販売のフランチャイズチェーン。
群馬県の株式会社フジタコーポレーション（現ジョイマート フレッシュコーポレーションカンパニー）のグループ会社である株式会社ファミリーブックが展開していたが、2013年11月11日には、株式会社ゲオホールディングスが株式の96.9%を取得し子会社とした。その後ゲオグループにおける株式会社ファミリーブックは不動産業に業種を転換しており、店舗は16店が閉店、27店はメディア系に業態変更されている。

## 沿革
1987年8月に株式会社フジマートの書籍販売とビデオ・CDのレンタル部門としてファミリーブック笠懸店を出店し、事業を開始。
1994年には宝飾品・インポートを取り扱う宝飾館アバンセとレンタルビデオの複合店舗を足利市に出店。古本専門館「ぶっくらんど笠懸店」を出店。
1997年9月ファミリーブック桐生東店にレンタルロボットを導入。無人貸出における24時間営業を実施。11月、書籍販売とビデオ・CDのレンタル複合店のファミリーブック江田店を24時間営業に変更。
2003年リサイクルメディアショップ「JOYトレード」オープン。
2004年群馬県館林市にインターネットカフェ「C'sCafe」、千葉県ファミリーブック八千代店内にインショップゲームセンター「アミューズメントJOY」オープン。
2007年にファミリーブック等の事業を分割継承し、「株式会社ファミリーブック」を設立。
2013年11月11日、株式会社ゲオホールディングスの子会社となった。
2020年9月1日、親会社の株式会社ゲオホールディングスに吸収合併され解散した。

## 店舗ブランド

### ファミリーブック
DVD･CDのレンタルと書籍の販売を中心とした複合店舗。販売DVD・CD、ゲームソフト、文具、ファンシーグッズ、フレグランス、雑貨、加工食品、輸入菓子の取り扱いしている。携帯電話の販売やインショップゲームセンターをテナント導入しており、気軽に来店できるエンターテイメントショップである。
ゲームソフトの販売は明響社のTVパニックのフランチャイジーとして営業していた。
レンタル会員カードの「Fカード」は、現金ポイントカードを兼ねており、約80万人の会員を擁している。さらにクレジットカード機能も加えた「Fu.S.Ca」も設定されていた。
レンタルビデオショップとしてはTSUTAYA、ゲオに次ぎ、業界3位の店舗数の時期もあった。

### ぶっくらんど
古本専門館1994年に新田郡笠懸町（現 みどり市笠懸町）に出店。古本専門の小型店として運営されていたが、チェーン展開されず2000年に閉店。

### JOYトレード
中古ゲーム販売を中心としたリサイクルメディアショップ。中古DVD・CD・本、レンタルコミック、雑誌・雑貨・ホビーの販売をする複合店。2003年にオープンするが、2006年にファミリーブック取扱い商品を導入し、ファミリーブック業態に統合された。
古本は「古本創庫」の名称で、ファミリーブック店舗内にインショップ展開されていた。

### C’sCafe（シーズカフェ）
2004年群馬県館林市にオープンしたカラオケ・インターネットカフェ。伊勢崎市、太田市へ出店するも2013年に閉店。

### Asoviva麻雀クラブ（アソビバマージャンクラブ）
ファミリーブックのAsovivaモール内で営業していた麻雀クラブ。セットのみ。2013年に閉店。

### アミューズメントJOY
ファミリーブックの自社運営によるインショップゲームコーナー。千葉県八千代市、群馬県伊勢崎市の店舗にあった。他ファミリーブック店内のゲームコーナーはテナント店舗の運営である。